# Norihisa Satake
Norihisa Satake (佐竹 敬久, Satake Norihisa), é um político japonês, nascido na localidade de Kakunodate (que faz hoje parte da cidade de Senboku) na prefeitura de Akita em 15 de novembro de 1947. Foi eleito governador de Akita desde 2009. Foi reeleito em 17 de junho de 2005.